# Entomognathus
Entomognathus är ett släkte av steklar som beskrevs av Anders Gustav Dahlbom 1844. Entomognathus ingår i familjen Crabronidae.
Släktet innehåller bara arten Entomognathus brevis.